# Mohammed Al-Jaber

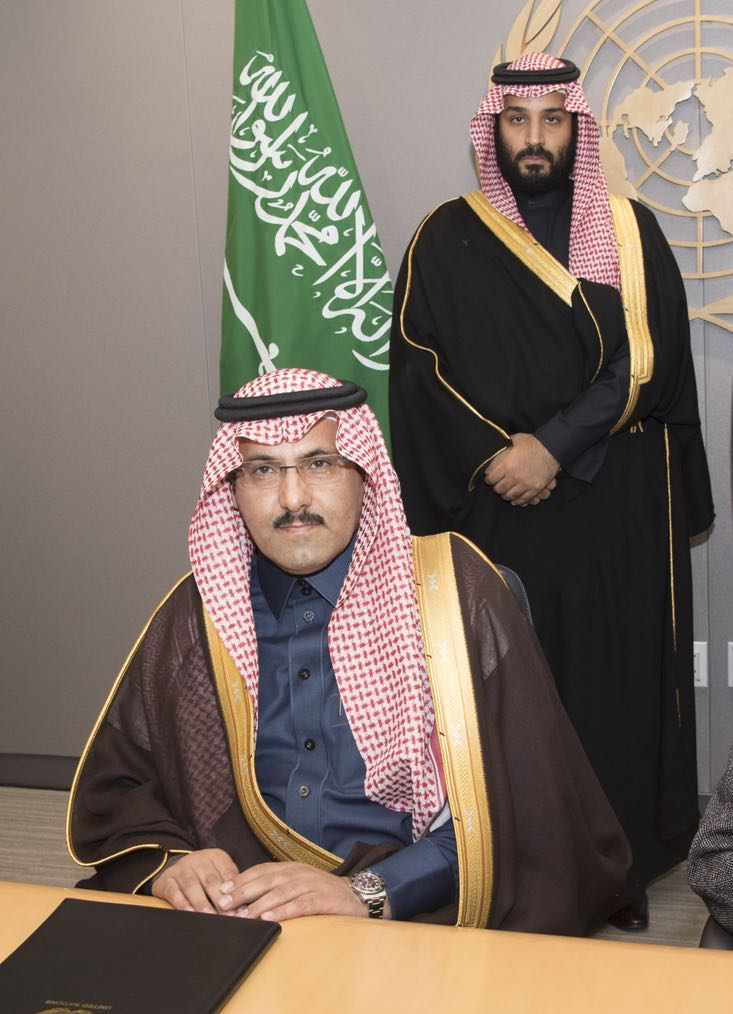
Mohammed Al-Jaber

Mohammed Al-Jaber  (arabisch محمد الجابر, DMG Muḥammad al-Ǧābir; * 1970 in der Provinz Asir) ist ein saudischer Militärexperte und Diplomat.

## Studium
Al-Jaber machte zunächst seinen Bachelor im Fach Strategie (Militär) am King Abdul Aziz Military College und anschließend den Master in Militärwissenschaften am Saudi Armed Forces Command & Staff College. Es folgte der Master in Betriebswirtschaft in den USA. Außerdem absolvierte er eine Ausbildung in strategischer Frühaufklärung und psychologischer Kriegsführung in Großbritannien.

## Werdegang
Er leitete die Abteilung für Strategische Frühaufklärung des saudischen Verteidigungsministeriums. Er war Dozent am Nachrichteninstitut für die Sicherheit der Streitkräfte Saudi-Arabiens. Er vertrat das saudische Verteidigungsministerium im vierseitigen Grenzsicherheitsdialog Oman-Yemen-Saudi-Arabien-Vereinigte Staaten in den USA.
Im September 2014 zehn Tage vor dem Huthi-Putsch wurde er zum Botschafter im Sanaa ernannt. Im Januar 2015 überwachte er als Exekutivdirektor der Jemen Comprehensive Humanitarian Operations (YCHO) die saudischen humanitären Hilfsmaßnahmen für die Region des Golf von Aden, welche der am 26. März 2015 begonnen  Militärintervention im Jemen (Operation Decisive Storm) vorausgingen. Vom 14. bis zum 26. Februar 2015 entwich er mit der Regierung von Sanaa nach Aden. Mit dem propagierten Nimbus der legitimen Regierung und dem Gewicht des potenten Nachbarn trug er wesentlich dazu bei, dass die Huthi, trotz Einnahme der Hauptstadt Sanaa, nicht aus der Position des asymmetrisch Kriegführenden in die Sphäre der Politik und der Diplomatie wechseln konnten.
2015 leitete er die saudische Delegation bei den Genfer Konsultationen zu den Jemen-Friedensgesprächen.
2016 leitete er die saudische Delegation bei den Jemen-Friedensgesprächen in Kuwait.